# Coppa Italia 1992-1993 (calcio a 5)
La Coppa Italia 1992-1993 è stata l'8ª edizione della manifestazione. Nella doppia finale si sono affrontate Torrino e Ladispoli.

## Risultati

### Finale

#### Andata
| Roma ? 1993 | Torrino | 3 – 1 | Ladispoli |  |

#### Ritorno
| Ladispoli 11 maggio 1993 | Ladispoli                                     | 2 – 1 | Torrino | \| Arbitri: \| Roberto Monti (Forlì) Marcello Greggi (Forlì) \| |
| Arbitri:                 | Roberto Monti (Forlì) Marcello Greggi (Forlì) |       |         |                                                                 |